# Backronym
Der Begriff Backronym (englisch [ˈbækɹənɪm]) bezeichnet ein Wort, dessen einzelne Grapheme erst nachträglich als Initialbuchstaben von Wörtern interpretiert und in ihrer Gesamtheit zu einer Wortgruppe zusammengefügt werden. Das Kofferwort besteht aus back (engl. für rückwärts) und acronym (engl. für Akronym).

## Differenzierung
Backronyme sind von Apronymen als Sonderform der Akronyme zu unterscheiden:
- Als Akronym wird ein Kunstwort bezeichnet, das aus den Anfangsbuchstaben oder -silben mehrerer Wörter einer Wortgruppe gebildet wird (z. B. Laser, Radar, Aids).
- Bei einem Apronym bilden die Anfangsbuchstaben einer Wortgruppe ein Akronym, das gleichzeitig eine real existierende Wortform einer natürlichen Sprache darstellt (z. B. USA PATRIOT Act).
- Bei einem Backronym werden einzelne Buchstaben eines real existierenden Wortes als Anfangsbuchstaben verschiedener Wörter einer Wortgruppe reinterpretiert und geben dem Wort damit das Aussehen eines Akronyms[1] (z. B. Ehe → errare humanum est [„Irren ist menschlich“]).

## Verwendung
Backronyme entstehen oftmals als Erinnerungsstützen, z. B. APGAR, oder als ironische Reinterpretationen eines Wortes, um auf bestimmte Aspekte des Umschriebenen hinzuweisen. Dabei ist zu beachten, dass es sich bei Reinterpretationen eines Akronyms nicht um ein Backronym im strengen Sinne handelt, da dies nur der Fall bei Begriffen ist, die kein Akronym, also die Abkürzung eines ursprünglichen Wortes oder einer ursprünglichen Wortkette, sind. Diese ironischen Reinterpretationen fallen häufig eher in die Kategorie eines Kalauers, da dieser mit der Bedeutung von Wörtern spielt.

### Deutschsprachige Beispiele
- APGAR – benannt nach der Anästhesistin Virginia Apgar; Reinterpretation des Namens als Erinnerungsstütze für die Bewertung von Neugeborenen anhand folgender Punkte: „Atmung, Pulsfrequenz, Grundtonus, Aussehen, Reflex“ –  von ursprünglich englisch Appearance, Pulse, Grimace, Activity und Respiration.
- ISDN – ein technischer Standard für ein digitales Telekommunikationsnetzwerk; reinterpretiert: „Immer Siemens, denkt Nixdorf“[2] oder auch „Ich sehe Deine Nummer“ – in Anspielung an die Übermittlung der Rufnummer des Anrufers (siehe CLIP).
- Team – „Toll! Ein anderer macht’s“.
- FIAT – „Fehler in allen Teilen“.

### Englischsprachige Beispiele
- Ford – benannt nach Henry Ford, dem Gründer der Ford Motor Company, Reinterpretationen im Positiven als First On Race Day (erster beim Rennen) oder auch im Negativen als Fix Or Repair Daily (Reparieren täglich) oder Found On Road Dead (liegengeblieben auf der Straße gefunden)
- NTSC – Bezeichnung für das amerikanische Farbfernsehsystem, welches im Gegensatz zu PAL bei atmosphärischen Störungen Farbartschwankungen hat; scherzhaft reinterpretiert als „Never the same color“.
- PCMCIA – eigentlich Personal Computer Memory Card International Association, reinterpretiert als People Can’t Memorize Computer Industry Acronyms (übersetzt: (die) Leute können sich Computer-Industrie-Akronyme nicht merken)
- SOS – ist im Morsecode eine besonders auffällige und leicht zu merkende Signalkombination, die entgegen der Morsekonvention ohne zeitlichen Abstand der einzelnen Buchstaben gesendet wurde. Die Bedeutung Save Our Souls (rettet unsere Seelen) wurde erst nachträglich als Merkspruch hineininterpretiert.

### Lateinische Beispiele
- Ehe – familienrechtliche Lebensgemeinschaft; scherzhaft: „Errare humanum est.“ (Irren ist menschlich.)
- Spa – englisch für ‚Heilbad‘, ‚Bad‘, benannt nach dem belgischen Kurort Spa, wird zur Abkürzung für lateinisch Sanus Per Aquam (gesund durch Wasser) oder Sanitas Per Aquam (Gesundheit durch Wasser).

### Bedeutungsänderung bei Übersetzungen
- RPG – Russisch für Rutschnoi Protiwotankowy Granatomjot (handbedienbarer Panzerabwehr-Granatwerfer), im Englischen wurde aus RPG das Backronym Rocket Propelled Grenade.
- Alitalia – ehemalige italienische Fluglinie, wörtlich ‚Flügel‘ und ‚Italien‘, im Englischen wurde aus Alitalia scherzhaft das Backronym Always late in takeoff, always late in arrival (immer verspäteter Abflug und verspätete Ankunft) oder auch Airplane lands in Tokyo and luggage in Amsterdam (Flugzeug landet in Tokio und das Gepäck in Amsterdam).

## Übersetzungen
Vereinzelt werden bei übersetzten Werken aus der Literatur oder synchronisierten Filmen Backronyme verwendet. Meist geschieht das bei Akronymen, die direkt auf einem Gegenstand zu sehen sind, bei einer wortgetreuen Übersetzung in eine andere Sprache aber nicht zu der gleichen Buchstabenfolge führen würden.
Ein Beispiel ist TARDIS aus der Serie Doctor Who.